# Thomas Fairchild

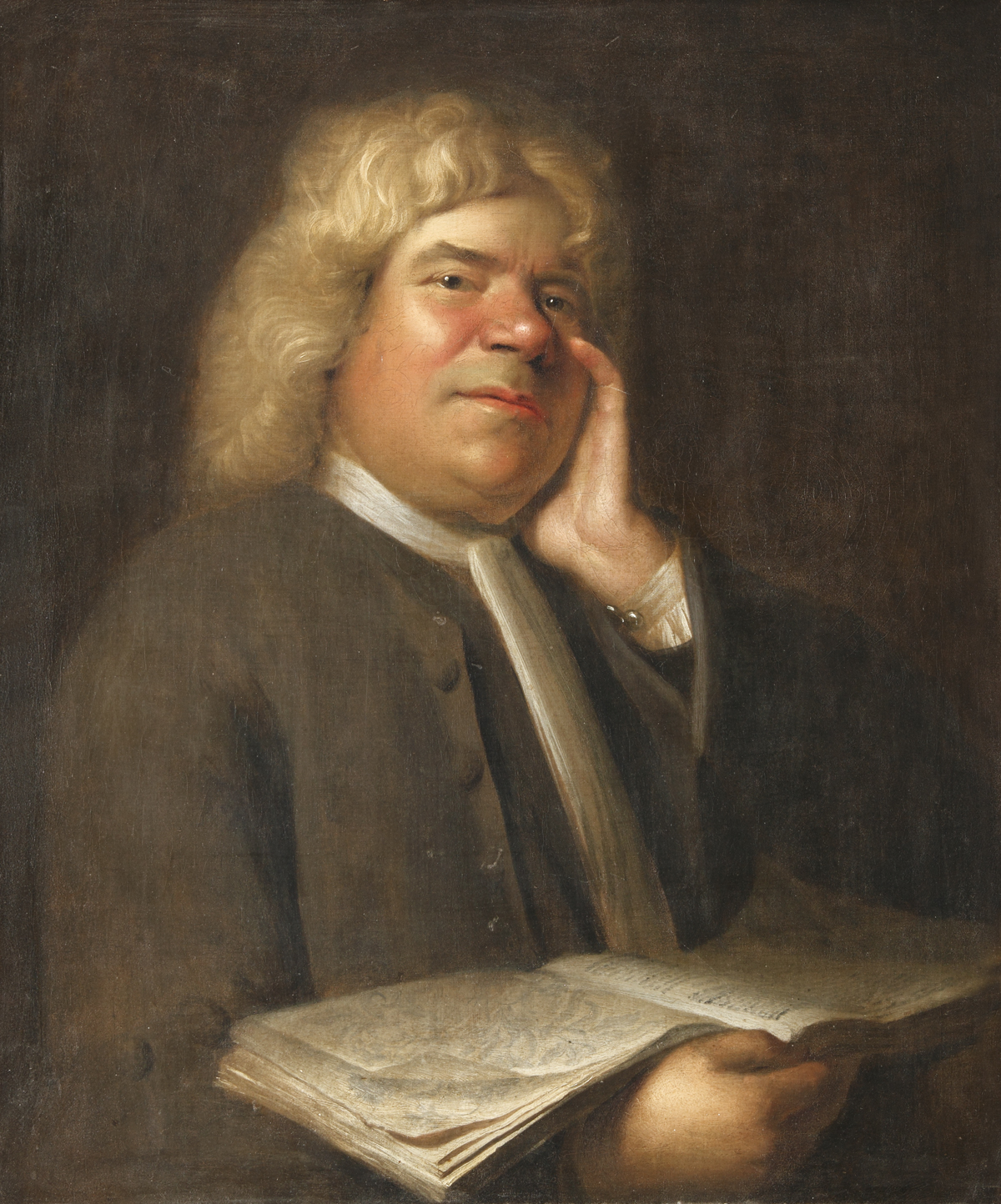
Retrato de Fairchild en el Department of Plant Sciences, University of Oxford (autor desconocido)

(1667-10 de octubre de 1729) el primero en conseguir hibridar una flor, Dianthus caryophyllus barbatus, que fue descrita por primera vez por el botá Richard Bradley en su New Improvements of Planting and Gardening, both Philosophical and comal (1717).
A diferencia de otros botánicos de su época, Fairchild era jardinero, con un vivero en Hoxton, un pueblo colindante con 
Shoreditch, entonces en las afueras de Londres, al noreste, y no tenía estudios científicos formales, ni era académico ni aristócrata. A pesar de no ser miembro de la Royal Academy, están documentadas en dos ocasiones su participación en sus plenos, en una de las cuales Patrick Blair presentó la flor (prensada) descubierta por Fairchild (1720) y en otra cuando el propio Fairchild dio un discurso ante los académicos (1724).
Por otra parte, los botánicos, miembros de la Royal Society, Richard Bradley y Richard Pulteney, apreciaban el trabajo de Fairchild.
Mantuvo una correspondencia con Carlos Linneo.

## Publicaciones
- En 1722, publicó The City Gardener, en el cual expuso cómo cultivar las plantas que mejor se adaptarían a los jardines de Londres.[4]

- En 1724 leyó un artículo ante la Royal Society y exhibió las ilustraciones de algunas de las plantas que mencionaba. El artículo se conserva en el British Museum.[4]

- En 1729 publicó el Catalogue Plantarum.[4]

- En 1730, poco después del fallecimiento de Fairchild, el secretario de la Royal Society, Philip Miller publicó A Catalogue of Trees and Shrubs both Exotic and Domestic which are propagated for Sale in the Gardens near London, el cual era tan evidentemente basado en la obra de Fairchild que está indexado en el British Museum bajo el nombre de Fairchild.[4]

## Royal Society
Aunque no era miembro de la Royal Society, en 1724 leyó un artículo ante los miembros y exhibió las ilustraciones de algunas de las plantas que mencionaba. El artículo se conserva en el British Museum.
Durante más de 140 años —de 1729 a 1873—, la Royal Society organizó un discurso anual en la iglesia de Shoreditch (St Leonard's) en cumplimiento del testamento de Fairchild, que legó un fondo a tal efecto.
En 1728, Fairchild señaló en su testamento su deseo de ser enterrado en la zona del cementerio de St Leonard's reservado para los más pobres,— también dejó en su testamento un legado de 25 libras para que se organizara un sermón o discurso anual a cargo de la Royal Society. A partir de 1746, año en el que el presidente de la Society, sir Hans Sloane y otros miembros, como Charles Cavendish y Alexander Stuart, contribuyeron a ampliar el fondo, y hasta 1873 la Royal Society se hizo cargo del fondo y de nombrar el conferenciante para el acto a celebrar en la iglesia.
A partir de 1981, el discurso anual se presenta en la iglesia de St Giles' Cripplegate.